# Holodactylus cornii
Espèce
Holodactylus cornii est une espèce de geckos de la famille des Eublepharidae.

## Répartition
Cette espèce est endémique de Somalie.

## Description
C'est un gecko insectivore, terrestre, nocturne et insectivore.

## Étymologie
Cette espèce est nommée en l'honneur de Guido Corni (1883-1946).

## Publication originale
- Scortecci, 1930 : Secondo contributo alla conoscenza dei rettili della Somalia Italiana. Atti della Società Italiana di Scienze Naturali e del Museo Civico di Storia Naturale in Milano, vol. 69, p. 127-152.